# شبکه رسانه‌ای الجزیره

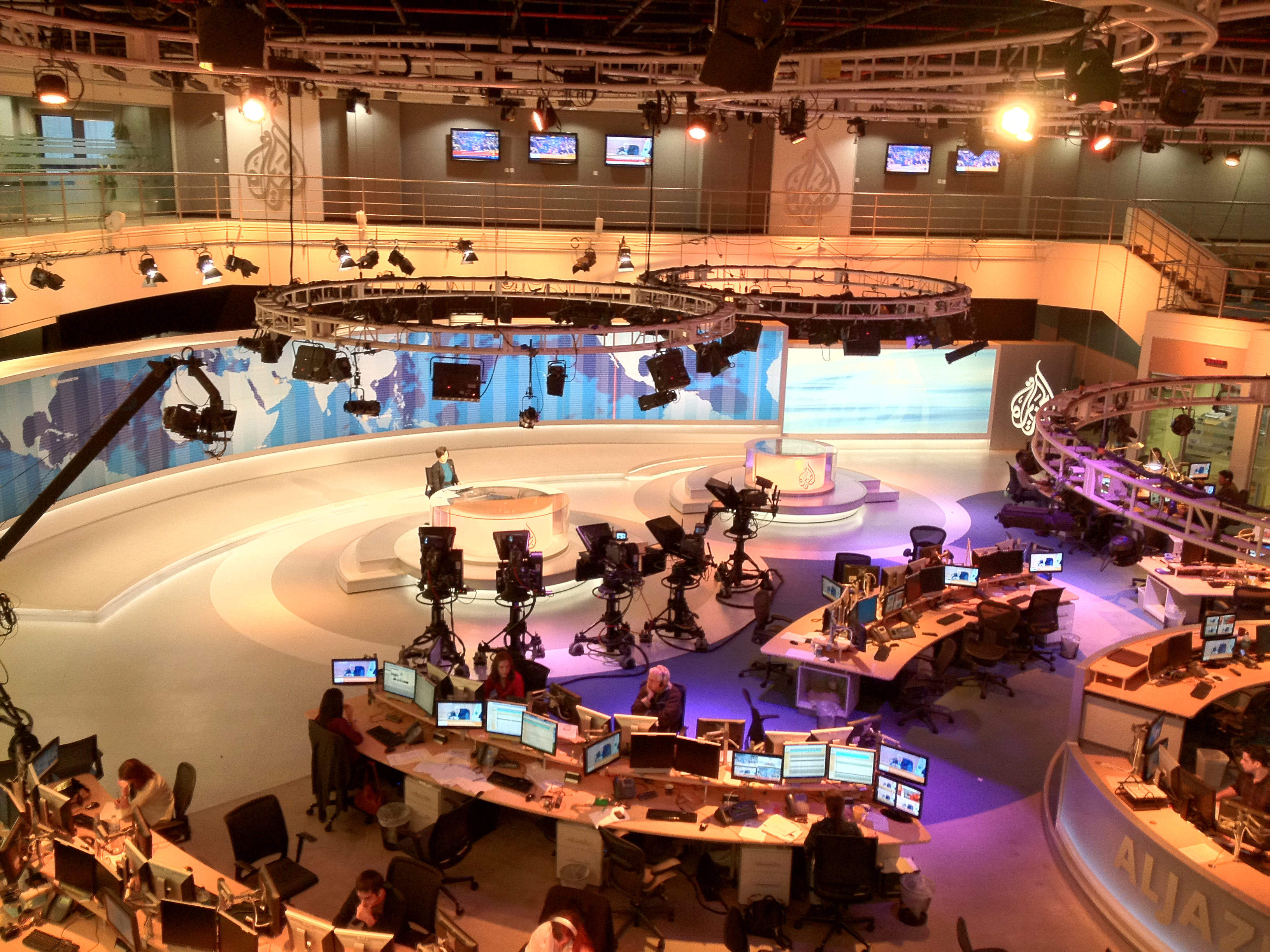
استودیوی الجزیره انگلیسی، در ساختمان مرکزی شبکه رسانه‌ای الجزیره، در دوحه

شبکه رسانه‌ای الجزیره، (به انگلیسی: Al Jazeera Media Network) شرکت رسانه‌های گروهی قطری و چندملیتی است، که در زمینه مدیریت شبکه‌های تلویزیونی، شبکه‌های تخصصی، تلویزیون‌های ماهواره‌ای و چندرسانه‌ای فعالیت می‌نماید. 
شرکت رسانه‌ای الجزیره در سال ۱۹۹۶ توسط وضاح خنفر و با پشتیبانی خاندان آل ثانی از طریق وامی به ارزش ۱۳۷ میلیون دلار که از سوی حمد بن خلیفه آل ثانی (امیر وقت قطر) دریافت کرد، راه‌اندازی شد این شبکه در حال حاضر دارای ۸۲ زیرمجموعه در سراسر جهان می‌باشد.
دفتر مرکزی این شرکت در شهر دوحه، قطر قرار دارد. از زیرمجموعه‌های گروه رسانه‌ای الجزیره می‌توان به شبکه خبری الجزیره، بین اسپورت و بین اسپورت عربی اشاره کرد.